# Faxaflói

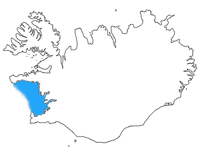
Locatie van de Faxaflói

De Faxaflói is een baai in het westen van IJsland. Hij ligt ingeklemd tussen de schiereilanden Snæfellsnes in het noorden en Reykjanes in het zuiden. De grootste fjorden die in de baai uitkomen zijn de Borgarfjörður, Hvalfjörður, Kollafjörður (waar de IJslandse hoofdstad Reykjavík aan ligt) en Hafnarfjörður.
De Faxaflói is naar Faxi uit de Hebriden vernoemd, een van de mannen die Raven-Flóki op zijn reis naar IJsland vergezelden. Volgens het Landnámabók noemden zij de baai destijds Faxaós (Faxi's monding).
De Faxaflói heeft goede visgronden.